# The Procussions
The Procussions son un grupo de Hip hop alternativo de Colorado, residentes en Los Ángeles.

## Biografía
El grupo se formó en los 90, cuando se juntaron los miembros de dos crew rivales
El grupo inicialmente constaba de cuatro componentes, Stro The 98th Key, Mr. J Medeiros, Rez and Qq, pero este último dejó el grupo al saber que tenía esclerosis múltiple en 2000.
En 2003 el grupo sacó su primer disco, llamado “As Iron Sharpens Iron”, con 15 tracks, del que salieron sus singles "Celebration", "Leave Her Alone" y "All That It Takes".
Al año siguiente publicaron un EP llamado “Up All Night”, y en 2006 el segundo y último LP hasta la fecha, “5 Sparrows for 2 Cents”. De este disco sacaron los sencillos “The Storm” y “Miss January”.
Medeiros publica un disco en solitario en 2007, “Of gods and girls”, aunque no abandona el grupo.
Al mes siguiente, Rez deja el grupo para dedicarse a su carrera como diseñador gráfico, pero Stro y Mr. J Medeiros siguen. Es en 2008 cuando la disolución del grupo se hace oficial.

## Discografía
- "As Iron Sharpens Iron" (LP) (2003)
- "Up All Night" (Maxi) (2004)
- "5 Sparrows for 2 Cents" (2006)